# Scania DSI 14

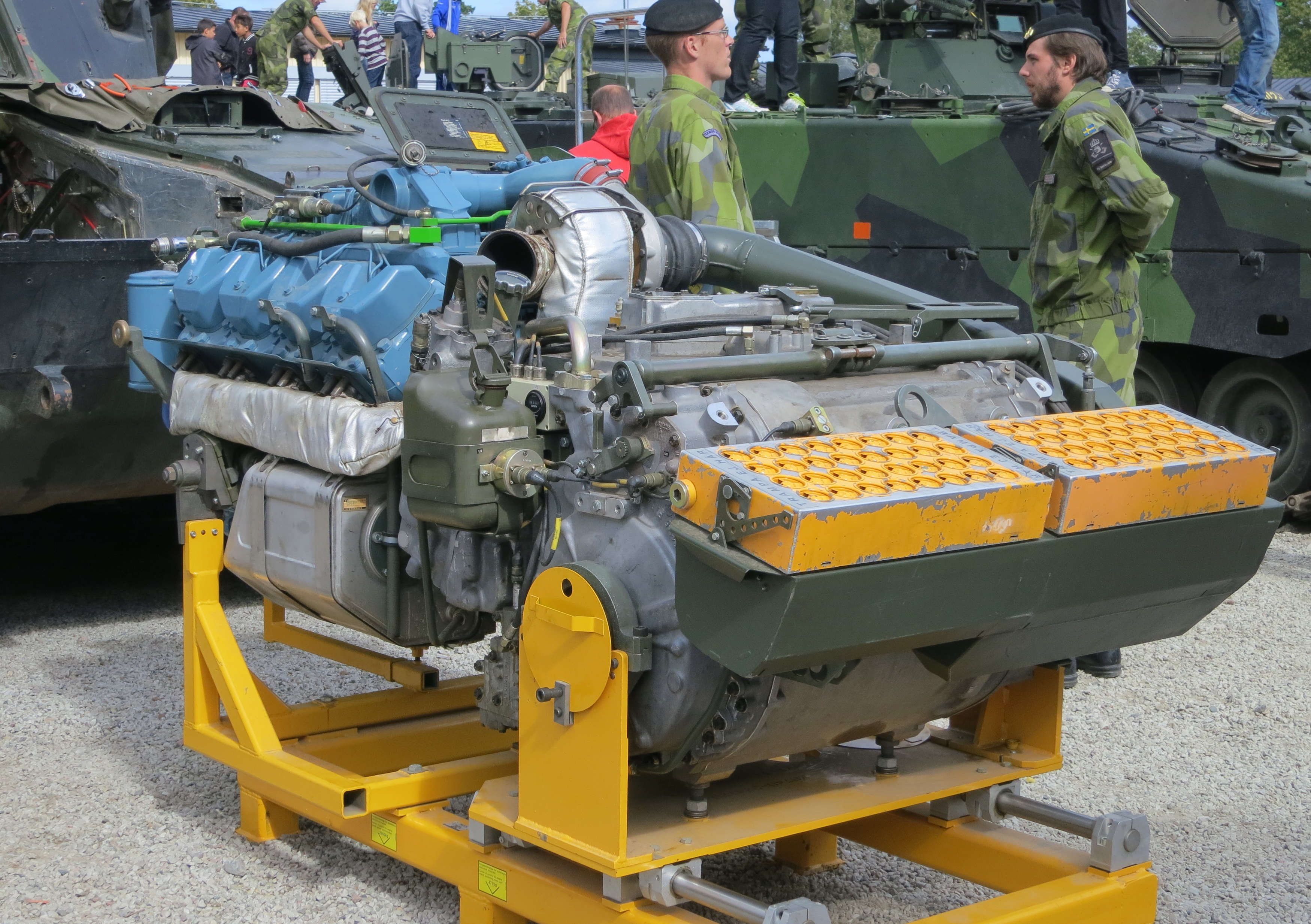
En Scania DSI 14 från Stridsfordon 90.

Scania DSI 14 är en V-motor med 8-cylindrar tillverkad av svenska Scania. Den har en slagvolym på 14 liter, den väger ca 1700 kg utan koppling och växellåda. Insugningsluften renas av både en cyklonrenare och ett separat luftfilter innan den når turbon. Det går åt cirka 17-25 liter olja vid ett byte. 
DSI 14 finns även med dubbelturbo, och nådde då en maxeffekt på 800 hk.

## Användning
Scania DSI 14 är den motor som sitter i de flesta av Försvarsmaktens stridsbåtar. De är nertrimmade från originaleffekten på 675 hk till 650 hk på Stridsbåt 90H och 625 hk på Stridsbåt 90E. 